# Patrick McGuinness
Patrick McGuinness (Tunisia, 1968) è un poeta e critico letterario gallese.

## Biografia
Patrick McGuinness è nato in Tunisia nel 1968 da madre belga di lingua francese e padre irlandese di terza generazione – che però si riteneva soltanto inglese. È cresciuto in Iran, Belgio e Inghilterra. Scrive in inglese ma considera il francese ‘quasi’ la sua lingua madre. È professore di francese e letterature comparate all'Università di Oxford, e Fellow di St. Anne's College. Vive a Caernarfon, Galles settentrionale, con la famiglia. Nel 1998 ha ricevuto un Eric Gregory Award per la poesia dalla Società degli Autori e nel 2003 il Levinson Prize per la poesia dalla Poetry Foundation, ed è stato nominato per il Roland Mathias Prize nel 2005.

## Opere e pubblicazioni
Una selezione delle poesie di Patrick McGuinness è stata pubblicata in New Poetries II: An Anthology.  Saggista e critico, collabora a The London Review of Books e al Times Literary Supplement. 
Tra le sue pubblicazioni: una raccolta di scritti del poeta e filosofo Thomas Ernest Hulme e uno studio sul teatro di Maurice Maeterlinck, Symbolism, Decadence and the fin de siècle e Anthologie de la poésie symboliste e decadente.   Con Charles Mundye ha pubblicato un'edizione di Laura Riding e Robert Graves, A Survey of Modernist Poetry.
La sua edizione Joris Karl Huysmans’ Against Nature è stata pubblicata da Penguin Classics nel 2003; nello stesso anno Carcanet ha pubblicato la sua traduzione di Stéphane Mallarmé, For Anatole's Tomb.
Per BBC Radio 3 ha scritto e presentato due programmi, The Art of Idleness e A Short History of Stupidity.
The Canals of Mars, la sua prima raccolta poetica, ha ricevuto recensioni eccellenti sulle maggiori riviste di poesia e letteratura del Regno Unito.  Nel 2006 ne è uscita una versione italiana, I canali di Marte.   Nel 2009 I canali di Marte è stato tradotto anche in ceco.   Il suo pamphlet, 19th Century Blues è stato vincitore di The Poetry Business Book & Pamphlet Competition del 2006.
Per le edizioni Carcanet Patrick McGuinness ha curato anche Collected Poems (2005) e Diaries, Letters and Recollections (2009) della poetessa gallese Lynette Roberts.
La sua seconda raccolta poetica, Jilted City, è uscita presso Carcanet nel 2010 ed è stata tradotta in italiano da Giorgia Sensi con il titolo L'età della sedia vuota.  Una selezione di sue poesie è stata inclusa nella prestigiosa antologia di poesia britannica e irlandese Identity Parade. Il suo primo romanzo, The Last One Hundred Days, ambientato in Romania negli ultimi cento giorni del regime di Nicolae Ceaușescu, è uscito nel maggio 2011.
Nel 2009, Patrick McGuinness è stato nominato Chevalier dans l'Ordre des Palmes Académiques dal governo francese per meriti verso la cultura francese e nel 2014 ha ottenuto il Duff Cooper Prize per Other People's Countries: A Journey into Memory.
Nel 2020 ha vinto l'Encore Award assegnato al miglior secondo romanzo con Gettami ai lupi.